# 渡辺芳邦
渡辺 芳邦（わたなべ よしくに、1964年（昭和39年）9月9日 - ）は、日本の政治家。千葉県木更津市長（3期）。元千葉県議会議員（3期）。
父は千葉県議会議員を8期務めた渡辺二夫。

## 来歴
千葉県木更津市長須賀に生まれる。木更津市立木更津第三中学校、千葉県立木更津高等学校卒業。1987年（昭和62年）3月、日本大学理工学部建築学科卒業。
2000年（平成12年）、日本青年会議所の関東地区千葉ブロック協議会会長に就任。2001年（平成13年）、同会議所の特別委員長に就任。
2005年（平成17年）3月に行われた千葉県議会議員の補欠選挙に立候補し初当選した。計3回連続当選。県議時代は自由民主党県青年部長を歴任した。
2014年（平成26年）1月31日、任期満了に伴う木更津市長選挙に立候補する考えを表明。同年3月23日に行われた市長選に自民党・公明党の推薦を受けて立候補し、元建設省職員の石川哲久を破り初当選を果たした。3月31日、市長就任。
※当日有権者数：105,549人 最終投票率：41.94%（前回比：pts）
| 候補者名 | 年齢 | 所属党派 | 新旧別 | 得票数   | 得票率 | 推薦・支持             |
| -------- | ---- | -------- | ------ | -------- | ------ | ---------------------- |
| 渡辺芳邦 | 49   | 無所属   | 新     | 22,726票 | 52.19% | （推薦）自民党・公明党 |
| 石川哲久 | 66   | 無所属   | 新     | 20,818票 | 47.81% |                        |

2018年（平成30年）3月18日告示の市長選で無投票により再選（自民党・公明党推薦）。
2022年（令和4年）3月20日告示の市長選で無投票により3選（自民党・公明党推薦）。

## 市政
- 2020年（令和2年）5月7日、新型コロナウイルス対策の財源に充てるため、自身と副市長、教育長の6月から2021年（令和3年）3月までの月額給与を10％減額する条例案を市議会臨時会に提出した[11]。同日、同条例案は可決された[12]。